# Halifax County 100 1971
Halifax County 100 1971 var ett stockcarlopp ingående i Nascar Winston Cup Series (nuvarande Nascar Cup Series) som kördes 9 maj 1971 på den 0,357 mile (574,535m) långa ovalbanan South Boston Speedway i South Boston i Virginia. Totalt avverkades 100,317 miles (161,444 km) fördelat på 281 varv. Banunderlaget var asfalt. Loppet vanns av Benny Parsons i en Ford på tiden 1:23.17 körande för DeWitt Racing. Parsons snitthastighet uppgick till 72,271 mph. Han var vid målgång ensam förare på ledarvarvet, ett varv före tvåan Richard Petty. Prispotten uppgick till 8 875 dollar, varav 1 500 dollar gick till segraren.

## Resultat
| Plc     | Nr | Förare            | Team/ bilägare           | Konstruktör | Start | Varv | Ledda varv |
| ------- | -- | ----------------- | ------------------------ | ----------- | ----- | ---- | ---------- |
| 1       | 72 | Benny Parsons     | DeWitt Racing            | Ford        | 2     | 281  | 42         |
| 2       | 43 | Richard Petty     | Petty Enterprises        | Plymouth    | 3     | 280  | 23         |
| 3       | 48 | James Hylton      | Hylton Engineering       | Ford        | 9     | 277  | 0          |
| 4       | 30 | Walter Ballard    | Ballard Racing           | Ford        | 10    | 273  | 0          |
| 5       | 24 | Cecil Gordon      | Gordon Racing            | Mercury     | 17    | 273  | 0          |
| 6       | 10 | Bill Champion     | Champion Racing          | Ford        | 8     | 270  | 0          |
| 7       | 70 | J.D. McDuffie     | McDuffie Racing          | Chevrolet   | 13    | 270  | 0          |
| 8       | 79 | Frank Warren      | Warren Racing            | Dodge       | 26    | 269  | 0          |
| 9       | 25 | Jabe Thomas       | Robertson Racing         | Plymouth    | 12    | 167  | 0          |
| 10      | 34 | Wendell Scott     | Scott Racing             | Ford        | 11    | 263  | 0          |
| 11      | 19 | Henley Gray       | Gray Racing              | Ford        | 23    | 257  | 0          |
| 12      | 8  | Ed Nagre          | Negre Racing             | Ford        | 28    | 255  | 0          |
| 13      | 71 | Bobby Isaac       | K&K Insurance Racing     | Dodge       | 1     | 247  | 216        |
| 14      | 67 | Dick May          | Ron Ronacher             | Ford        | 24    | 185  | 0          |
| 15      | 74 | Bill Shirey       | Bill Shirey              | Plymouth    | 15    | 134  | 0          |
| 16      | 7  | Dean Dalton       | Dalton Racing            | Ford        | 19    | 109  | 0          |
| 17      | 4  | John Sears        | John Sears               | Dodge       | 16    | 103  | 0          |
| 18      | 41 | D.K. Ulrich       | Jasper Motorsports       | Ford        | 21    | 77   | 0          |
| 19      | 06 | Neil Castles      | Neil Castles             | Dodge       | 7     | 60   | 0          |
| 20      | 68 | Larry Baumel      | Allan Schlauer           | Ford        | 18    | 56   | 0          |
| 21      | 96 | Richard Childress | Garn Racing              | Chevrolet   | 20    | 37   | 0          |
| 22      | 20 | Clyde Lynn        | Negre Racing             | Ford        | 14    | 32   | 0          |
| 23      | 63 | Charlie Roberts   | Roberts Racing           | Dodge       | 27    | 25   | 0          |
| 24      | 64 | Elmo Langley      | Langley-Woodfield Racing | Ford        | 5     | 24   | 0          |
| 25      | 26 | Earl Brooks       | Brooks Racing            | Ford        | 22    | 20   | 0          |
| 26      | 85 | Ronnie Daniel     | [Daniel Racing           | Chevrolet   | 25    | 16   | 0          |
| 27      | 2  | Dave Marcis       | Marcis Auto Racing       | Dodge       | 6     | 9    | 0          |
| 28      | 90 | Bill Dennis       | Donlavey Racing          | Mercury     | 4     | 6    | 0          |
| Källor: |    |                   |                          |             |       |      |            |